# Płaszczka gwiaździsta

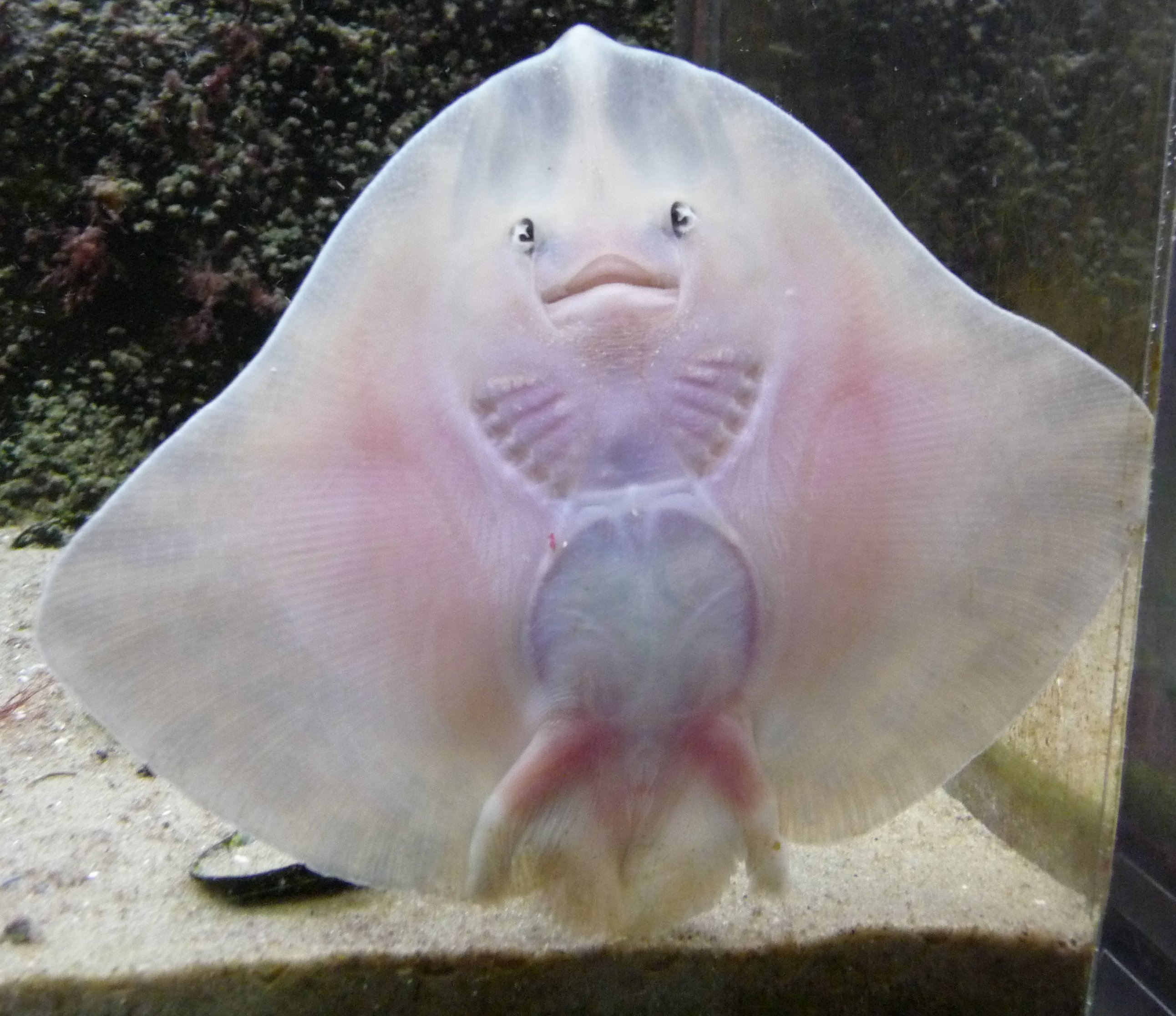
Widok od spodu

Płaszczka gwiaździsta, płaszczka promienista, raja promienista (Amblyraja radiata) – gatunek ryby chrzęstnoszkieletowej z rodziny rajowatych (Rajidae).

## Występowanie
Północny Atlantyk od Morza Białego do Morza Północnego, również wzdłuż brzegów Ameryki Północnej. Występuje także w zachodnim Bałtyku oraz wzdłuż polskiej linii brzegowej jako jedyny przedstawiciel rodziny rajowatych.
Występuje w wodach przybrzeżnych na głębokości od 20 do 1000 m (najczęściej 50–100 m), nad dnem piaszczystym, mulistym lub skalistym, przeważnie w wodzie o temperaturze do 10 °C.

## Cechy morfologiczne
Osiąga maksymalnie do 1 m długości, najczęściej do 60 cm. Ciało spłaszczone grzbietobrzusznie o kształcie rombowatej tarczy z lekko wklęsłą przednią częścią, płetwy piersiowe zaokrąglone. Pysk rozwartokątny. Wzdłuż linii grzbietu i trzonu ogonowego u ryb dorosłych biegnie rząd 12–19 dużych kolców osadzonych na tkwiących w skórze promieniście rowkowanych płytkach. Często po obydwu stronach tego rzędu są następne rzędy dużych kolców. Dwie małe płetwy grzbietowe osadzone są na końcu długiego trzonu ogonowego. Płetwa ogonowa uwsteczniona, płetwy odbytowej brak.
Strona grzbietowa jasnobrązowa z licznymi, małymi czarnymi punktami i nielicznymi niewyraźnymi białawymi plamami. Strona brzuszna biała.

## Odżywianie
Żywi się małymi zwierzętami żyjącymi na dnie: wieloszczetami, skorupiakami, jeżowcami i małymi rybami.

## Rozród
Ryba jajorodna.